# 사패교지
사패교지는 1653년(효종 4년) 2월에 이순신[의 후손]에게 경상도 안동부(安東府) 노비 5명을 하사하는 내용의 교지이다. 1604년에 모두 13명의 노비를 지급하기로 했는데 이듬해 8명만 지급하였으므로 약 50년 뒤인 이때 추가로 하사한 것이다.

## 배경
임진왜란이 끝난 뒤 선조(宣祖)는 1604년 6월 25일에 임진왜란에 혁혁한 무공(武功)을 세운 이순신(1545～1598)을 효충장의적의협력선무공신(效忠仗義迪毅協力宣武功臣)1등으로 책봉하였다. 그리고 동년(1604)10월 29일에 이순신의 초상화(肖像畵)를 그려 후세에 전하도록 하고 관작(官爵)과 품계(品階)를 3자급(資級)씩 초천(超遷)하도록 하였다. 아울러 부모와 처자도 3자급씩 초천하도록 하되, 아들이 없으면 생질(甥姪)과 여서(女壻)를 2자급씩 초천하고 적장(嫡長)은 세습(世襲)하도록 하여 그 녹봉(祿俸)을 잃지 않게 할 것이며, 영원히 사유(赦宥)의 은전을 받도록 하였다. 또한 반당10인(人), 노비(奴婢)13구(口), 구사(丘史)7명(名), 전지(田地)150결(結),은자(銀子)10냥(兩), 내구마(內廐馬)1필(匹)도 사급(賜給)하도록 하였다.